# Alliopsis austriaca
Alliopsis austriaca är en tvåvingeart som först beskrevs av Willi Hennig 1976.  Alliopsis austriaca ingår i släktet Alliopsis och familjen blomsterflugor.
Artens utbredningsområde är Österrike. Inga underarter finns listade i Catalogue of Life.